# Islamische Religionsgemeinschaft Hessen
Die Islamische Religionsgemeinschaft Hessen (IRH) wurde 1997 gegründet und ist ein Zusammenschluss von Muslimen unterschiedlicher ethnischer Herkunft in Hessen, die ihre religiösen Grundsätze in der „Darstellung der Grundlagen des Islam“ schriftlich festlegten.

## Ziele und Projekte
Ziele der IRH sind:
- Anerkennung als Religionsgemeinschaft
- Freies Bekenntnis und freie Ausübung des Islam gemäß der verfassungsrechtlichen und gesetzlichen Rahmenbedingungen
- Vertretung der religiösen Interessen der Muslime
- Förderung der Integration
- Schaffung von Transparenz durch Kommunikation und Kooperation

Die IRH arbeitet an folgenden Projekten:
- Islamischer Religionsunterricht Islamunterricht in Hessen.
- Schule und Integration
- Halal-Schächten
- Gefangenenseelsorge für Muslime
- Interreligiöser Dialog[1]
- Interreligiöse Mediation[2]
- Gräberfelder für Muslime

## Mitglieder
Laut Satzung war die Mitgliedschaft bis 2005 nur natürlichen Personen vorbehalten, welche die religiösen Inhalte der IRH als verbindlich akzeptieren.
2005 wurde in einer Satzungsänderung auch die Mitgliedschaft von juristischen Personen ermöglicht.
Die IRH hat nach eigenen Angaben 11.000 Mitglieder und ist in mehr als 130 Ortsgruppen in über 100 Städten und Gemeinden in Hessen organisiert. Die IRH vertritt in ihren Aktivitäten ausschließlich ihre Mitglieder.
Die IRH hat 1998 auf Anfrage des Hessischen Kultusministeriums eine Stellungnahme zu den Glaubensgemeinschaften der Aleviten und Ahmadiyya verfasst und erklärt nach Analyse deren religiöser Inhalte beide als nicht zum Islam zugehörig, weil „fundamentale Iman-Inhalte von ihnen partiell oder komplett nicht erfüllt, abgelehnt bzw. in Frage gestellt werden“. Da die beiden Gruppierungen das religiöse Konsenspapier der IRH die „Darstellung der Grundlagen des Islam“ nicht unterzeichneten, konnten sie laut Satzung nicht Mitglied der IRH werden.

## Rechtsstreit um islamischen Religionsunterricht in Hessen
Im Mai 1998 stellte die IRH einen Antrag auf Einführung von islamischem Religionsunterricht in Hessen. Im Oktober 2001 lehnte das Hessische Kultusministerium unter Karin Wolff den Antrag ab. Gründe waren mittlerweile (2006) ausgeräumte Zweifel an der Verfassungstreue und der Einstufung als Religionsgemeinschaft. Die IRH hat gegen die Aufnahme in die Verfassungsschutzberichte 2004 und 2005 vor dem Verwaltungsgericht Wiesbaden geklagt und 2006 einen Vergleich mit dem Land Hessen geschlossen (VerwG Wiesbaden AZ.: 6E1363/05(V)).
Die IRH gab sich in einer Erklärung am 30. Mai 2006 damit zufrieden, nicht mehr im Bericht erwähnt zu werden. Der Hessische Innenminister Volker Bouffier erklärte hingegen in einer Pressemitteilung am 1. Juni, man müsse abwarten, wie sich die IRH weiter entwickle. „Nicht zuletzt deshalb bleibt die IRH ein Beobachtungsobjekt des Verfassungsschutzes.“
Die Frage der Einstufung als Religionsgemeinschaft wurde 2004 vom Verwaltungsgericht Wiesbaden und 2005 vom Hessischen Verwaltungsgerichtshof gegen die IRH entschieden.

## Veröffentlichungen
- Die Fiqh-Schulen / Al-mazahibul-fiq-hiya, IRH 1999
- Darstellung der Grundlagen des Islam, IRH-Schriftenreihe Nr. 1, Frankfurt/M. 1999, ISBN 3-933793-00-9.
- Islam und Medizin – Muslime in der Klinik, IRH-Schriftenreihe Nr. 2, Frankfurt/M. 1999, ISBN 3-933793-01-7.
- Islamischer Religionsunterricht – Verfassungsrechtliche und integrative Aspekte, IRH-Schriftenreihe Nr. 3, Frankfurt/M. 2001, ISBN 3-933793-02-5.
- Islam und Säkularismus, IRH-Schriftenreihe Nr. 4, Frankfurt/M. 2002
- Menschenbild im Islam, IRH-Schriftenreihe Nr. 5, Frankfurt/M. 2002
- Muezzin-Ruf, ICA-Hessen, Stellungnahme zur Problematik des Muezzin-Rufes in Hessen, Frankfurt/M. 2002
- Glaube und Spiritualität im Islam, Muslimische Jugendliche auf der Suche nach religiöser Identität; Muslimische Jugendliche in Frankfurt am Main (1996)
- Religionen der Welt, AMKA Frankfurt/M. 1996, Band 47, ISBN 3-931297-05-5.
- Das Kopftuch und der neue Rassismus, Texte des Interkulturellen Rates in Deutschland, 1997
- Islamischer Religionsunterricht an staatlichen Schulen in Deutschland, Beauftragte der Bundesregierung für Ausländerfragen, Schriftenreihe Nr. 8, Berlin 2000